# Frankenstraße 28 (Stralsund)
Das Haus mit der postalischen Adresse Frankenstraße 28 ist ein unter Denkmalschutz stehendes Gebäude in der Frankenstraße in Stralsund.

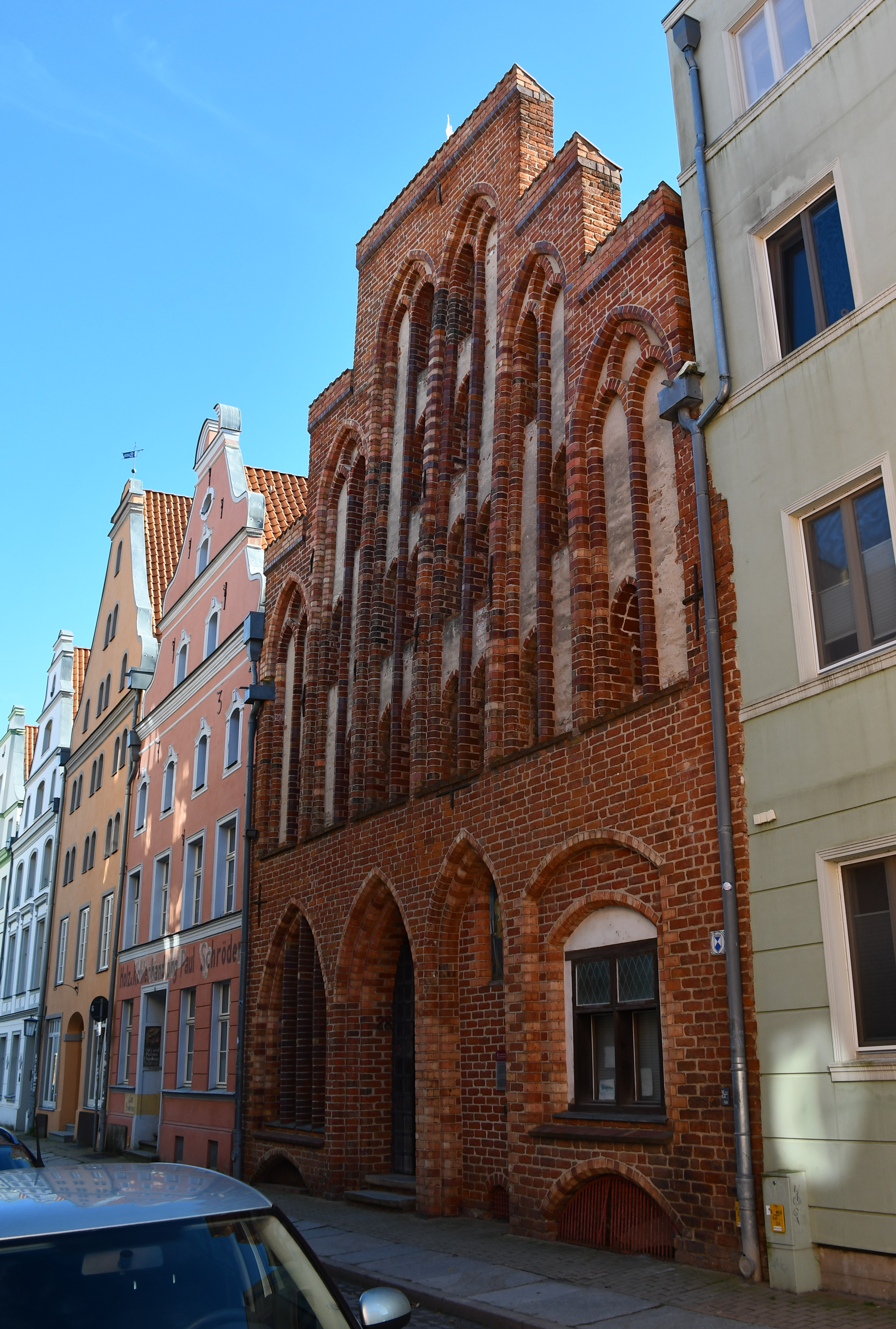
Das Haus Frankenstraße 28 Stralsund (2023)

Das eingeschossige, in Backstein ausgeführte Giebelhaus stammt aus dem 14. Jahrhundert. Bei einer Sanierung in den Jahren 1974 bis 1976 wurde das zuvor mehrfach veränderte Haus größtenteils in seiner ursprünglichen Form gestaltet.
Über dem vierachsigen Erdgeschoss erhebt sich ein Staffelgiebel mit sechs zweiteiligen Spitzbogenblenden. Zum Hof hin sind ein Luchtfenster sowie darüber ein Giebel mit fünf Reihen spitzbogigen Luken erhalten. Im Jahr 1687 wurde in die Diele eine barocke Galerie eingefügt.
Im Inneren des Besuchern offenstehenden Erdgeschosses sind das ursprüngliche, auf einem Hausbaum errichtete Gerüst des Hauses sowie – im Dachgeschoss – ein originales Aufzugrad sichtbar. Der Besitzer, Josef Wycisk, der das Haus in den 1970er Jahren mit privaten Mitteln sanieren ließ, zeigt im Haus eine große Sammlung an Backsteinen, archäologischen Funden und Kuriositäten.
Das Haus liegt im Kerngebiet des von der UNESCO als Weltkulturerbe anerkannten Stadtgebietes des Kulturgutes „Historische Altstädte Stralsund und Wismar“. In die Liste der Baudenkmale in Stralsund aus dem Jahr 1997 ist es mit der Nummer 225 eingetragen.